# Fresnicourt-le-Dolmen
Fresnicourt-le-Dolmen è un comune francese di 836 abitanti situato nel dipartimento del Passo di Calais nella regione dell'Alta Francia.

## Società

### Evoluzione demografica
Abitanti censiti